# کسنیتن
کسنیتن (به مجاری:  Kesznyéten) یک منطقهٔ مسکونی در مجارستان است که در بورشود-آبااوی-زمپلن واقع شده‌است.